# Vilarmeao
Vilarmeao, coneguda també com a Vilar, és una petita població al municipi de Viana do Bolo, a la província d'Ourense, Galícia. Té prop de 30 habitatges i 20 habitants de mitjana durant tot l'any. A l'estiu acostuma a haver-hi més gent. Prop de Cabeza de Manzaneda, un dels cims més alts de la zona i extensa presa d'aigua. Es troba prop de Castiñeira, Gruixoa, Vilariño de Conso, Viana do Bolo. Al petit poble només amb una petita botiga, amb les necessitats bàsiques, i gaudeix també d'una petita església. Just al costat d'aquest petit edifici es troba el cementiri on es troben enterrades els avantpassats dels actuals residents de Vilarmeao. Bastant a prop de Vilar, seguint un camí de terra, es pot arribar fins a una font natural, d'aigua potable i molt fresca, la Fonte de Gorgoloto.